# Operations and Checkout Building
Le Neil Armstrong Operations and Checkout Building (anciennement connu sous le nom de Manned Spacecraft Operations Building) est un bâtiment historique situé à Merritt Island, en Floride, aux États-Unis. Cette structure de cinq étages se trouve dans la zone industrielle du Centre spatial Kennedy de la National Aeronautics and Space Administration (NASA). Ses installations comprennent les dortoirs des astronautes, dans les quartiers de l'équipage, et les salles de préparatifs de l'habillage avant les vols. L'autre partie de installation est un grand atelier utilisé pour la fabrication et le contrôle des activités sur les vaisseaux spatiaux avec équipage. Le 21 janvier 2000, il a été ajouté au registre national des lieux historiques des États-Unis.

## Programme Apollo
Lorsqu'il a été construit à l'origine en 1964 pour traiter les vaisseaux spatiaux de l'ère Gemini et Apollo, il était connu sous le nom de Manned Spacecraft Operations Building. Il a été renommé Operations and Checkout Building pendant le programme de la navette spatiale, connu officieusement sous le nom d'O&C. Le 21 juillet 2014, le 45e anniversaire d'Apollo 11, il est renommé Neil Armstrong Operations and Checkout Building.

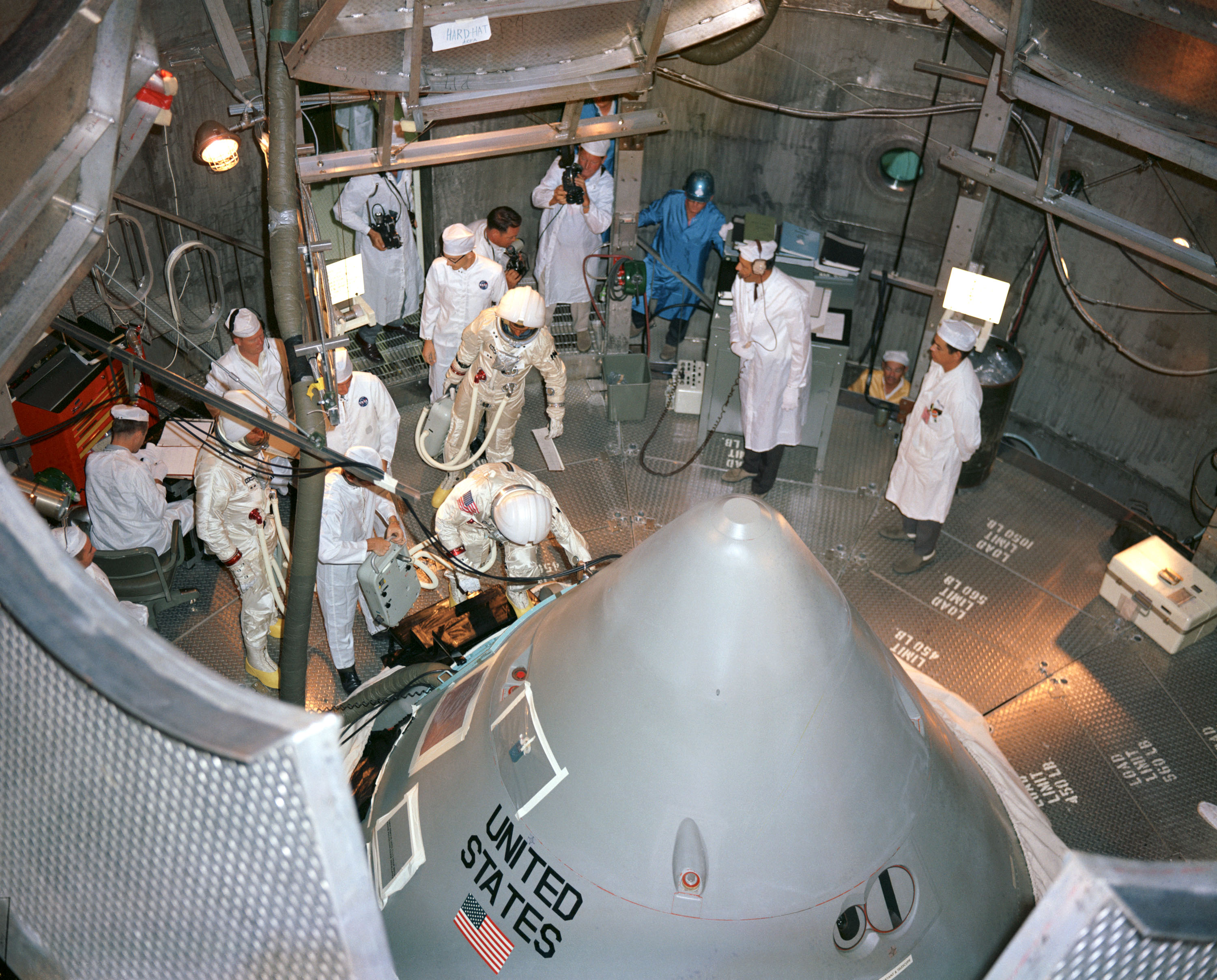
L'équipage d'Apollo 1, Gus Grissom, Ed White et Roger Chaffee, entrent dans leur vaisseau spatial pour un test dans la chambre d'altitude O&C le 18 octobre 1966.

En 1965, une paire de simulateurs d'altitude a été installée dans la High Bay pour tester les systèmes environnementaux et de survie du module de commande et de service Apollo et du module lunaire à des altitudes simulées allant jusqu'à 76 kilomètres. Chaque chambre a une hauteur de 18 mètres, avec une hauteur libre de travail de 8,5 mètres et un diamètre intérieur de 10 mètres, elle est à la taille des humains et peut atteindre son altitude maximale (pression minimale) en une heure. Les simulateurs ont été utilisés par les équipages principaux et de réserve de toutes les missions avec équipage, depuis le malheureux Apollo 1 en octobre 1966, jusqu'au projet d'essai Apollo-Soyouz en juillet 1975.

## Utilisation après le programme Apollo
Au cours des années 1980 et 90, le bâtiment O&C a été utilisé pour abriter et tester les modules scientifiques du Spacelab avant leurs vols à bord de la navette spatiale.
À la fin des années 1990 et dans les années 2000, certains modules destinés à la Station spatiale internationale ont été testés dans le bâtiment.
Le 30 janvier 2007, la NASA a organisé une cérémonie pour marquer la transition au programme Constellation. Le bâtiment devait servir d'installation d'assemblage final pour le véhicule d'exploration avec équipage Orion. En préparation de la transition, l'État de Floride a fourni des fonds pour nettoyer l'installation d'environ 45 tonnes de supports, structures et équipements en acier. Des rénovations d'un montant total de 55 millions de dollars ont eu lieu entre juin 2007 et janvier 2009, date à laquelle Lockheed Martin est devenu l'opérateur de l'installation pour la production d'Orion. Le vaisseau spatial Orion destiné à Artemis 1 a été assemblé à cet endroit avant d'être remis aux opérations de lancement.

## Galerie
|                                                             |
| L'Operations and Checkout Building au Kennedy Space Center. |

| |
| L'équipage d'Apollo 8 quitte le bâtiment des opérations des vaisseaux spatiaux habités du Centre spatial Kennedy pendant le compte à rebours. |

| |
| Zone où les astronautes entrent dans l'Astrovan pour être transportés vers les aires de lancement. |